# J. R. Martinez
Jose Rene "J. R." Martinez (Shreveport, Luisiana, 14 de junio de 1983) es un actor, orador motivacional y ex soldado del Ejército de los Estados Unidos. A partir de 2008, interpretó el papel de Brot Monroe en el programa de ABC, All My Children, y fue el ganador de la temporada 13 de Dancing with the Stars. También sirvió como el Gran Mariscal del Desfile del Torneo de las Rosas de 2012. Actualmente está coprotagonizando la serie de acción sindicada SAF3.
En 2003, Martínez sufrió graves quemaduras en más del 34 por ciento de su cuerpo mientras servía como soldado de infantería en Irak. Desde su recuperación, ha viajado por todo el país hablando sobre sus experiencias a corporaciones, grupos de veteranos, escuelas y otras organizaciones.

## Primeros años
Martinez nació en Shreveport, Louisiana, a Maria Zavala. Tiene dos hermanas que fueron criadas con la familia de su madre en El Salvador. Su hermana Anabel murió antes de que Martínez tuviera la oportunidad de conocerla. Martínez nunca ha conocido a su padre. A una edad temprana, se mudó con su madre a Hope, Arkansas. A los 17 años, justo antes de su último año de preparatoria, se mudaron a Dalton, Georgia.

## Carrera

### Carrera militar
En septiembre de 2002, Martínez se alistó en el Ejército y se sometió a Entrenamiento Básico y Avanzado en Fort Benning, Georgia, donde, después de su graduación, se le asignó la especialidad ocupacional militar (MOS) de 11B (infantería). Después de reportar a Fort Campbell en enero de 2003, fue asignado a Delta Company, segundo Batallón, 502.º Regimiento de Infantería de la 101.ª División Aerotransportada.
En febrero de 2003, fue desplegado en el Oriente Medio. Dos meses más tarde, Martínez conducía un Humvee cuando su neumático delantero izquierdo golpeó un IED; Martínez sufrió inhalación de humo y quemaduras severas a más del 34 por ciento de su cuerpo. Fue evacuado a la Base Aérea de Ramstein para recibir atención inmediata y ser transferido al Instituto de Investigación Quirúrgica del Centro de Quemaduras en el Centro Médico del Ejército Brooke (BAMC) en San Antonio, Texas. Pasó 34 meses en BAMC y se ha sometido a 33 cirugías plásticas y cirugías de injerto de piel.

### Orador motivacional
Martínez se ha convertido en un orador motivacional. En 2008, fue honrado como una "Estrella brillante de la perseverancia" por el Consejo de Beneficios de los Asalariados de WillReturn. Al año siguiente, los veteranos sin fines de lucro de Irak y Afganistán de América (IAVA) le entregaron el Premio de Liderazgo de Veteranos.

### Carrera de actuación
En 2008, Martínez fue parte del elenco en el drama diurno de ABC All My Children como Brot Monroe. Su personaje también sirvió con el Ejército en Irak y resultó herido en combate. Martínez apareció por primera vez en el programa el viernes, 7 de noviembre de 2008. En 2012, apareció en el final de la sexta temporada de Army Wives como un fisioterapeuta que trata a veteranos heridos. En 2013 comenzó en el sindicado SAF3 retratando a un bombero y paramédico del condado de Los Ángeles y al veterano USAF Pararescue Jumper Alfonso Rivera.

### Comunidad de sobrevivientes de quemaduras
Martínez comenzó a prestar apoyo a sus compañeros sobrevivientes de quemaduras mientras recibía tratamiento por sus lesiones por quemaduras en el Brooke Army Medical Center. Ha servido como miembro de la Junta de Directores de The Phoenix Society for Burn Survivors. Primero asistió al Congreso Mundial de Quemaduras de la Sociedad Phoenix en 2008 y fue un orador destacado en el Congreso Mundial de la Quemadura 2010. Martínez tuvo a una sobreviviente de quemaduras, Jenna Bullen, quien asistió a la grabación de "Dancing with the Stars" como su invitada y ha grabado un anuncio de servicio público con ella en nombre de la Phoenix Society for Burn Survivors. Martínez también trabaja con Operation Finally Home, una organización que construye viviendas para veteranos americanos y sus familias para que puedan vivir sin hipotecas. Martínez dijo del proyecto: «No sólo les damos las llaves para abrir la puerta para entrar en su casa. También les estamos dando la clave de la oportunidad, la clave para saber que hay gente que los aprecia, la clave de la positividad, la clave para nuevos comienzos».

### Radio
La primera aparición de Martínez como presentador de radio fue el 21 de diciembre de 2012, cuando se incorporó a Bill Carroll de KFI-AM 640. El 24 de enero de 2013, comenzó su programa de radio regularmente programado los domingos por la noche.

### Dancing with the Stars
Martínez fue anunciado como uno de las celebridades que competiría en la temporada 13 del programa de baile Dancing with the Stars. Él fue emparejado con la bailarina profesional de bailes de salón, Karina Smirnoff. La pareja logró llegar a la final y fueron anunciados como los ganadores de la temporada el 22 de noviembre de 2011.
| Semana        | Baile / Canción                                | Puntajes de los jueces   | Puntajes de los jueces   | Puntajes de los jueces   | Resultado        |
| Semana        | Baile / Canción                                | C.I                      | L.G.                     | B.T.                     | Resultado        |
| ------------- | ---------------------------------------------- | ------------------------ | ------------------------ | ------------------------ | ---------------- |
| 1             | Vals vienés / «Breakaway»                      | 8                        | 7                        | 7                        | Salvados         |
| 2             | Jive / «Jump, Jive An' Wail!»                  | 7                        | 7                        | 8                        | Salvados         |
| 3             | Rumba / «If You're Reading This»               | 9                        | 8                        | 9                        | Salvados         |
| 4             | Foxtrot / «The Pink Panther Theme»             | 8                        | 9                        | 9                        | Salvados         |
| 5             | Samba / «Conga»                                | 9                        | 9                        | 10                       | Salvados         |
| 6             | Quickstep / «Hot Honey Rag»                    | 10                       | 9                        | 10                       | Salvados         |
| 6             | Grupo Broadway / «Big Spender» & «Money Money» | Puntos extras no dados   | Puntos extras no dados   | Puntos extras no dados   | Salvados         |
| 7             | Tango / «Ghostbusters»                         | 9                        | 8                        | 8                        | Salvados         |
| 7             | Equipo Tango / «Disturbia»                     | 8                        | 7                        | 8                        | Salvados         |
| 8             | Vals / «What the World Needs Now»              | 10                       | 10                       | 10                       | Salvados         |
| 8             | Jive instantáneo / «Tutti Fruiti»              | 10                       | 10                       | 10                       | Salvados         |
| 9 (Semifinal) | Pasodoble / «Spanish Paso»                     | 8                        | 7                        | 8                        | Últimos salvados |
| 9 (Semifinal) | Tango argentino / «Bust Your Windows»          | 9                        | 9                        | 9                        | Últimos salvados |
| 9 (Semifinal) | Chachachá relay / «I Like How It Feels»        | Ganaron 6 puntos extras  | Ganaron 6 puntos extras  | Ganaron 6 puntos extras  | Últimos salvados |
| 10 (Final)    | Chachachá / «Let's Get Loud»                   | 8                        | 7                        | 9                        | Salvados         |
| 10 (Final)    | Freestyle / «Whine Up»                         | 10                       | 10                       | 10                       | Salvados         |
| 10 (Final)    | Jive / «Jump, Jive An' Wail!»                  | Ganaron 28 puntos extras | Ganaron 28 puntos extras | Ganaron 28 puntos extras | Salvados         |
| 10 (Final)    | Samba / «Shake Your Bon-Bon»                   | 10                       | 10                       | 10                       | Ganadores        |